# Manoel Paulo Nunes

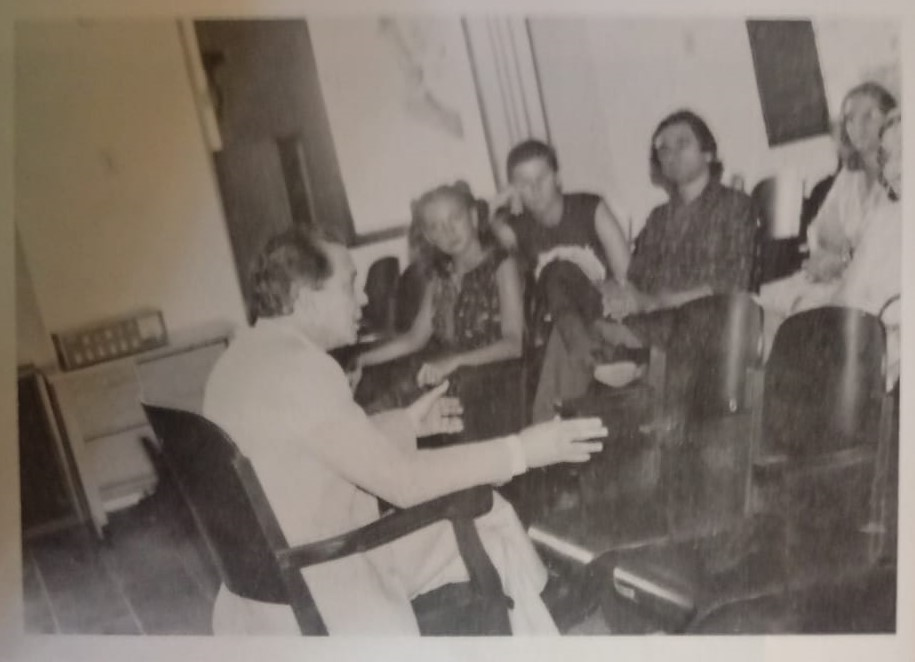
Fotografia de 1982 em que Manoel Paulo Nunes está em reunião com os membros da Associação de amigos do Museu do Piauí.

Manoel Paulo Nunes (Regeneração, 11 de outubro de 1925 – Teresina, 14 de outubro de 2021) foi um advogado, professor, escritor e ensaista brasileiro, foi membro da Academia Piauiense de Letras. Primeiro ocupante da cadeira 38, cujo patrono é João Francisco Ferry.

## Biografia
Filho do agricultor,  político e coronel da guarda nacional Francisco de Paula Teixeira Nunes, ex-prefeito municipal de Regeneração e de sua esposa D. Raimunda da Silva Nunes.
Bacharel em Direito pela Faculdade de Direito do Piauí. Técnico em Assuntos Educacionais do MEC, professor titular da Universidade Federal do Piauí.
Uma vida toda dedicada à educação e a cultura, possui vários livros publicados e colabora assiduamente com jornais e revistas do Brasil. É o atual editor da conhecida revista Presença, do Conselho Estadual de Cultura do Piauí, que preside há vários anos.  Presidiu a Academia Piauiense de Letras, onde ocupa a cadeira 38. É também membro do Instituto Histórico e Geográfico do Piauí.
O Prof. M. Paulo Nunes, como é mais conhecido, é um dos escritores e crítico literário mais abalizados da atualidade, com vasta obra publicada, onde analisa a obra dos principais escritores da literatura brasileira e universal. Sobre ele e sua obra já se publicaram vários ensaios, artigos e obras, inclusive mais recentemente o livro Conversas com M. Paulo Nunes, sob o patrocínio da Universidade Federal do Piauí, instituição de ensino superior que ele ajudou a criar no início dos anos 70.
Tem recebido muitas homenagens, comendas e prêmios literários, inclusive tendo o seu nome dada a bibliotecas e escolas.

## Obras do autor
- A Geração Perdida ( 1979)
- A Província Restituída (1985)
- O Discurso Imperfeito (1988)
- Tradição e Invenção (1992)
- Solidões Justapostas (1994)
- As Duas Faces de Nossa Cultura (1998)
- Tradução e Modernidade em Eça de Queiroz (2000)
- Modernismo & Vanguarda (2000)
- Fracasso da Educação Brasileira (2003)